# 坂本権平
坂本 権平（さかもと ごんぺい、文化11年（1814年） - 明治4年7月8日（1871年8月23日））は、幕末の土佐藩郷士。諱は直方。

## 人物
坂本直足の長男として生まれる。大蔵と名付けられ、のちに天保9年（1838年）9月27日に左吉と改名。坂本龍馬の兄で、龍馬とは22歳の年齢差がある。安政2年（1856年）12月4日に父の直足が死去して坂本家当主となり、幼き頃の龍馬の父代わりとなった。
龍馬の土佐藩脱藩には断固反対の立場を取っていたが、のちに理解を示し、資金援助という形で龍馬の志士活動を陰で支えた。
しかし、国を奔走して暗殺された弟の龍馬の死後、龍馬の未亡人となり土佐に訪れた楢崎龍を引き取ったが、弟の遺留品と多額な財産が目当てであり、未亡人であるお龍を苛めては追い出すという仕打ちをしたため、それを知ったお龍は3ヵ月後で土佐にいられなくなって出ていった。妻とともに不仲な関係だったとされている。
父親譲りの温厚実直な性格で、龍馬と同じく和歌に通じ、機嫌が良い時は小唄、三味線や一絃琴を弾むことなどの風流な点を好む。
佐吉だったころは、父の長兵衛（八平）とともに、砲術を学び、なかなかの良い成績を修めた。
徳弘孝蔵もとで八平と龍馬と連れて血判状を押印して高島流砲術を学んでたとされる（中には、武市瑞山や岡田義平と岡田以蔵親子などがいる）。
文政3年（1820年）1月11日に、7歳の時に土佐藩の年頭行事で馭初式の下乗りに本丁筋を馬に乗って駆け抜け、その咎めで父の八平（当時は長兵衛）が追込（謹慎）10日、役目を取り上げの処分を喰らったという事件を起こしたエピソードで、激しい気性を内に秘めている。
正親町中納言家から師範代の免許を受けた門田宇平から乙女と共に一絃琴を学習した。
親しい郷士仲間と尾形船で船遊びしたり、山北村まで琴（一絃琴）を弾いて遊んでた。
乙女と龍馬と共に父親譲りに背が高い。

## 家族父：坂本直足（婿養子・実は山本信固の次男）
- 母：坂本幸（坂本直澄の娘）
  - 本人：坂本直方（権平）
  - 前妻：川原塚千野（ちの）（川原塚重喜の娘、文政4年（1821年） - 安政5年7月10日（1858年8月18日））
    - 長男：坂本富太郎 - 早世
    - 長女：坂本春猪
    - 養子：坂本南海男（高松家に嫁いだ長妹・千鶴の子。春猪の長女・鶴井と結婚）

  - 後妻：大石直（大石文慶の娘、文政7年（1824年）- 万延元年8月25日（1860年10月9日）[4]）
  - 後妻：福富仲（福富倉丞の次女、天保元年（1830年）- 明治26年（1893年）3月24日[4]）
  - 後妻 福富仲の妹：福富錠（安藝市郎の妻、安藝喜代香の母）
- 長妹：千鶴
- 次妹：栄
- 三妹：坂本乙女
- 弟：坂本龍馬

## 佩刀
- 左行秀 - のち甲藤馬太郎へ譲る
- 陸奥守吉行 - のち弟・龍馬へ譲る

## 登場作品
小説
- 『竜馬がゆく』（司馬遼太郎）

漫画
- 『お～い!竜馬』（原作:武田鉄矢、漫画:小山ゆう）
- 『竜馬がゆく』（原作:司馬遼太郎、作画:鈴ノ木ユウ）

## 坂本権平を演じた人物
テレビドラマ
- 下川辰平 - 『竜馬がゆく』（1968年、NHK大河ドラマ）
- 内田稔 - 『竜馬がゆく』（1982年）
- 渡辺篤史 - 『坂本龍馬 (テレビドラマ)』（1989年、TBS大型時代劇スペシャル）
- 杉本哲太 - 『龍馬伝』（2010年、NHK大河ドラマ）

テレビアニメ
- 森川智之 - 『お～い!竜馬』（1992年、NHK総合テレビ）

## 補註
1. ↑  土居晴夫『坂本龍馬の系譜』p.64およびp.86
2. ↑  土居晴夫『坂本龍馬の系譜』p.86
3. ↑  土居晴夫『坂本龍馬の系譜』p.86
4. 1 2  『坂本龍馬とその一族』土居晴夫著、新人物往来社、1895年